# Guevenatten
Guevenatten è un comune francese di 135 abitanti situato nel dipartimento dell'Alto Reno nella regione del Grand Est. Il villaggio conservato un carattere rurale. La superficie delle pubblicazioni è di 217 ettari, il agricola utilizzata rappresenta il 87,2% di spazio. La superficie boschiva, incluso lo spazio per il settore agricolo, è di 58 ettari, di cui 35ha di bosco comunale.

## Società

### Evoluzione demografica
Abitanti censiti